# 1996年安徽女子被杀案
1996年安徽女子被杀案，是1996年阜阳市17岁少女被杀害的刑事案件。由于警方使用刑讯逼供的手段，还导致张云、张虎、张达发、许文海、吴敬五人入狱。

## 案件经过
1996年6月4日阜阳市少女黄英（化名）骑自行车取照片途中被人用手扼颈导致窒息死亡，尸体被抛在颍东区口孜镇西2公里处阜口公路南侧沟半坎，第二天被人发现后报警。

## 破案经过
警方进行走访，村民申春侠等人称案发前后曾在现场附近看到一辆陌生的红色轿车。警方怀疑此车为作案工具。但案件一度侦查无果。
1998年，因为死者家属一直上访，阜阳警方重新侦查。
1999年1月，涉嫌抢劫被抓的张奇称，黄英遇害前一晚，他在张虎家打麻将，案发当日早上离开张虎家时听到张虎和刘方军坐在客厅讲话称“要弄一个女的”，看见张虎院内停有一辆红色小轿车。回到村里转了几圈，看到那辆红色小轿车停在路边，后看到同村的张云进了轿车。根据这条线索警方将张虎、张云、吴敬新、许文海、张达发五人抓获，随后五人做了有罪口供，称张虎当天驾驶着借刘方军的车将黄英劫持。因黄英喊叫反抗，张云用手臂勒颈，张达发、许文海搂腿搂腰，致黄英窒息死亡。张云、张达发、许文海、吴敬新四人脱掉黄的裤子后扔掉，随后四人抛尸。

## 审判
1999年9月22日，阜阳市中级人民法院以故意殺人罪判处張雲犯死刑，緩期二年執行。以故意殺人罪判处張虎、吳敬無期徒刑。以故意殺人罪許文海判處無期徒刑，以犯搶劫罪判處許文海有期徒刑十年，決定執行無期徒刑。以故意殺人罪判處張達發無期徒刑，以犯搶劫罪判處張達發有期徒刑五年，決定執行無期徒刑。
2000年10月23日，阜陽市中級人民法院做出第二次一審刑事附帶民事判決，判決結果與第一次一審相同。
2001年10月22日，阜陽市中級人民法院做出第三次一審判決，以故意殺人罪判处张云無期徒刑。以故意殺人罪張虎有期徒刑十五年。以故意殺人罪許文海有期徒刑十五年，以搶劫罪判處許文海有期徒刑六年，決定執行有期徒刑十五年。以故意殺人罪判處張達發犯有期徒刑十年，以搶劫罪判處張達發有期徒刑四年，決定執行有期徒刑十三年；以故意殺人罪判處吳敬新有期徒刑十年。
2002年，安徽省高院终审，駁回抗訴、上訴，維持原判。除五名被告人认罪口供外，没有任何证据直接证明该案是五人所为。
2005年4月，安徽省高院驳回五人的申诉，称五人在原审时提出了与申诉相同的上诉理由，认为其申诉不符合再审条件。

## 翻案
2014年9月24日，在宿州中院开庭再审，案件两名关键证人刘方军和张奇翻证并控诉警方使用刑讯逼迫他们做伪证，刘方军称从未借车给张虎，张奇称没有目击过张虎与此案件有关的情况。而五名被告称自己遭遇刑讯并展示伤情。
2015年7月17日，安徽省高级人民法院公开宣判，张云、张虎、张达发、许文海、吴敬新五人无罪。